# Repubblica Democratica Popolare dello Yemen
La Repubblica Democratica Popolare dello Yemen (in arabo جمهورية اليمن الديمقراطية الشعبية‎?, Jumhūriyya al-Yaman al-Dīmuqrāţiyya al-Sha'biyya), informalmente conosciuto come Yemen del Sud, fu uno Stato esistito nella penisola araba tra il 1967 e il 1990, anno dell'unificazione con lo Yemen del Nord.
Tra il 1967 e il 1970 fu denominata Repubblica Popolare dello Yemen Meridionale.

## Storia
Durante il periodo di protettorato britannico la Repubblica Democratica Popolare dello Yemen era conosciuta come Federazione dell'Arabia Meridionale.
La Repubblica fu proclamata il 30 novembre 1967 come Repubblica Popolare dello Yemen Meridionale a seguito dell'indipendenza concessa dal Regno Unito dopo un lungo periodo di lotta armata. Il nome di Repubblica Democratica Popolare dello Yemen fu poi adottato il 1º dicembre 1971 con l'adozione di una nuova costituzione che imponeva un regime monopartitico in capo al Partito Socialista Yemenita, l'ala marxista del precedente Fronte di Liberazione Nazionale Yemenita che aveva combattuto contro i britannici. Fu l'unico Paese arabo in cui entrò in vigore una costituzione espressamente di stampo marxista-leninista.
La Repubblica strinse importanti relazioni con gli altri Paesi socialisti come l'Unione Sovietica, Cuba, e la Cina. Iniziò in seguito uno sviluppo delle forze armate, accettando la proposta della Marina Sovietica di portare rinforzi all'organizzazione navale della RDP dello Yemen.
I due Stati yemeniti rimasero in buoni rapporti, tanto che nel 1972 si parlò di una possibile riunificazione; tuttavia nei primi mesi del 1979 i rapporti si deteriorarono al punto da portare a una guerra aperta tra i due Paesi, poi interrotta grazie all'intervento diplomatico della Lega Araba. Nel marzo del 1979, durante un summit in Kuwait, si tornò a parlare di una possibile riunificazione. Intanto gruppi di ribelli nello Yemen del Nord iniziarono a ricevere fondi e armi dalla Repubblica Democratica Popolare. Nel 1980, il presidente della RDP dello Yemen, ʿAbd al-Fattāḥ Ismāʿīl, si dimise e salì al potere ʿAlī Nāṣer Muḥammad, che attuò una politica estera più moderata nei confronti dello Yemen del Nord e del vicino Oman.
Le posizioni rivoluzionarie del governo dello Yemen del Sud hanno causato il suo isolamento all'interno della penisola arabica. Le monarchie assolute della regione si considerarono minacciate, vedendo lo Yemen del Sud come l'avanguardia di potenziali movimenti rivoluzionari nei loro stessi Stati. Questi, in particolare l'Arabia Saudita, promossero l'isolamento economico del paese e sostennero le incursioni armate dei gruppi di opposizione, costringendo il regime a concentrarsi sulle spese militari e di difesa a scapito dello sviluppo. 
Lo Yemen meridionale è stato oggetto di diversi interventi militari: dall'Arabia Saudita nell'ottobre 1968, dicembre 1969 (guerra di al-Wadiah) e novembre 1970; dallo Yemen del Nord nel settembre e ottobre 1972 (guerra yemenita del 1972); e gli aerei britannici hanno bombardato la città di Hawf nel maggio 1972. Le difficoltà economiche sono state ulteriormente aggravate dalla chiusura del canale di Suez a partire dal giugno 1967 (su cui si basava gran parte delle attività del porto di Aden) e dalla fuga dell'élite economica privata all'estero. L'entroterra, prevalentemente desertico, ha un potenziale limitato.
Nonostante questo ambiente ostile, il governo dello Yemen Meridionale adottò importanti riforme politiche, sociali ed economiche: che prevedevano un'istruzione universale e aperta a tutti e per tutti i livelli, assistenza sanitaria gratuita, uguaglianza formale per le donne. Il governo si impegnò anche nel combattere il tribalismo. Il divario tra le condizioni di vita rurali e quelle urbane fu notevolmente ridotto; il governo - una parte dei cui leader era di origine rurale, fece in modo che la campagna non fosse trascurata dai tentativi di sviluppo del Paese, nonostante la bassa densità di popolazione e le dimensioni geografiche del Paese. Tuttavia, i ricorrenti conflitti tra le fazioni all'interno del governo, culminati una breve ma sanguinosa guerra civile tra il 13 e il 24 gennaio 1986, hanno minato in parte la sua credibilità.
Nel maggio del 1988 si riprese a discutere della riunificazione dei Paesi, motivata anche dalla gestione degli impianti petroliferi presenti nella zona del confine tra i due Paesi, non ancora ufficialmente definito; inoltre vi era l'intenzione alla demilitarizzazione del confine, e alla libera circolazione dei cittadini tra i due stati, tramite la creazione di un'unica carta d'identità nazionale.
Nel novembre 1989 il leader dello Yemen del Nord, ʿAlī ʿAbd Allāh Ṣāliḥ, e quello della RDP dello Yemen, ʿAlī Sālim al-Bayḍ, trovarono un accordo sulla riunificazione da tempo auspicata. Il 22 maggio 1990 nacque così lo Stato riunificato, sotto il nome di Repubblica dello Yemen: Ṣāliḥ ne divenne presidente e al-Bayḍ vicepresidente.

## Religione
La religione di Stato della Repubblica Democratica Popolare dello Yemen era quella islamica. Lo Stato manteneva le moschee, garantiva due ore di insegnamento religioso nelle scuole e ufficialmente riconosceva le festività islamiche. Tutto questo era garantito a patto che nessun religioso criticasse il sistema marxista al potere. Il governo presentava inoltre la dottrina islamica in maniera funzionale al proprio potere. A questo scopo veniva presentata ai cittadini una particolare storia della religione islamica. Essa sarebbe stata inizialmente una religione improntata su valori popolari, rivoluzionari e egualitari, che solo per colpa dell'aristocrazia al potere nei secoli precedenti all'avvento del marxismo, sarebbe divenuta l'oppio dei popoli, uno strumento di controllo delle masse. In questo senso non era necessario per la nuova Repubblica puntare sull'ateismo o lottare contro la religione, ma più semplicemente giocare la carta del 'ritorno alle origini' dell'Islam, un ritorno che significava accettare il potere temporale della Repubblica Democratica Popolare dello Yemen. L'Islam praticato e permesso era quindi una religione edulcorata di ogni elemento avverso alla dottrina economica e politica imposta dallo Stato.

## Lotta per la rinascita dello Stato
A partire dal 2007, gruppi di sud-yemeniti hanno iniziato una lotta per l'indipendenza dei territori meridionali dello Yemen e la rinascita dello Yemen del Sud, riunendosi in un movimento noto come Al Hirak (il Movimento).
Nell'ambito della guerra civile dello Yemen del 2015, hanno formato milizie di "resistenza popolare" cercando di difendere i territori del sud contro le varie fazioni in guerra e di sfruttare la guerra civile stessa come un'opportunità per ottenere l'indipendenza del sud del Paese.